# El-Hadi Mostefaï
Pour les articles homonymes, voir Mostefaï.
El-Hadi Mostefaï, né le 18 juin 1894 à Zemmora et mort le 1er février 1980 à Alger, est un homme politique français puis algérien. Il est notamment sénateur de Constantine de 1946 à 1947 puis de 1948 à 1958. Jean Vaujour le présente comme « porte-parole de l'Union démocratique du manifeste algérien et l'homme de confiance de Ferhat Abbas ». Il est premier président de la Cour d'appel d'Alger en 1963 puis procureur général de la cour suprême  en 1964.